# Hans-Christoff Dees
Hans-Christoff Dees (* 18. Oktober 1965 in De Bilt, Niederlande) ist ein deutscher Politiker der Sozialdemokratischen Partei Deutschlands (SPD) und ehemaliges Mitglied der Hamburgischen Bürgerschaft.

## Leben
Die Schule besuchte Dees in Frankreich, Belgien und Hamburg, wo er auch das Abitur machte. Nach einer Ausbildung zum Chemisch-Technischen Assistenten folgte ein Studium an den Universitäten in Hamburg, und Sydney zum Diplom-Wirtschaftsingenieur. Bis 2010 war er für das dänische Medizinprodukteunternehmen Coloplast als Europäischer Distributionsdirektor tätig. Seit Ende 2010 ist er als Operations Director bei der Dedon GmbH tätig.
Zudem war er von 1984 bis 1994 Rettungsassistent, Ausbildungsleiter und Bereitschaftsführer bei der Johanniter-Unfall-Hilfe.
Er ist verheiratet und hat zwei Kinder.

## Politik
Er ist seit 1983 Mitglied in der SPD. Von 1994 bis 1996 war er Sprecher der Hamburger Jusos und Mitglied im Landesvorstand der Hamburger SPD. Von 1998 bis 2000 Distriktsvorsitzender der SPD-Flottbek, von 2000 bis 2004 Kreisvorsitzender der SPD Altona und erneut Mitglied im SPD-Landesvorstand.
Von 2000 bis 2004 war Dees Deputierter der Finanzbehörde Hamburg
Von 2004 bis 2008 war Dees Mitglied der Hamburgischen Bürgerschaft.
Dort war er arbeitsmarktpolitischer Sprecher der SPD-Fraktion und u. a. für die parlamentarische Begleitung der Einführung von Hartz IV in Hamburg verantwortlich. Seine Fraktion vertrat er im Haushaltsausschuss, Ausschuss für Bau und Verkehr sowie im Wirtschaftsausschuss und im Hartz IV Unterausschuss, dessen Sprecher er war.
Eine im Kontext des Föderalismus interessante Kontroverse beendete die Tätigkeit des Unterausschusses im Jahre 2005. Mit der Einführung von Hartz IV wurde die Bundesagentur für Arbeit gesetzlich verpflichtet (SGBII §6, §44b) zur Betreuung der Langzeitarbeitslosen mit den Kommunen Arbeitsgemeinschaften (ARGE) zu bilden (Hamburg agiert als Stadtstaat hierbei gleichzeitig als Kommune und Bundesland). Vor diesem Hintergrund lud Dees während der Einführungsphase zur Berichterstattung regelmäßig sowohl Vertreter der federführenden Hamburger Behörde für Wirtschaft und Arbeit als auch die Hamburger Leitung der Bundesagentur ein. Als sich im Ausschuss bei der Einführung von Hartz IV Probleme abzeichneten, beschwerte sich der Leiter der Hamburger Bundesagentur öffentlich über zu kritische Nachfragen der Parlamentarier unter der Sitzungsleitung von Dees. Schließlich stellte er die Teilnahme seiner Behörde am Unterausschuss ein, da seine Behörde nur dem Bundestag nicht aber dem Hamburger Landesparlament rechenschaftspflichtig sei. Damit war dem Unterausschuss (Legislative) durch eine Bundesbehörde (Exekutive) der Boden für die parlamentarische Kontrolle eines von der Exekutiven umzusetzenden, höchst sensiblen und öffentlich hoch umstrittenen Reformvorhabens entzogen. Dees löste daraufhin den Unterausschuss im weiteren Verlauf des Jahres auf.
Später entschied der zweite Senat des Bundesverfassungsgerichts in seinem Urteil vom 20. Dezember 2007, dass die der ARGE zugrundeliegende, gemeinsame Aufgabenwahrnehmung von Bund und Kommune mit dem Artikel 83 Grundgesetz unvereinbar und damit das Hartz-IV-Gesetz in diesem Punkt verfassungswidrig sei.
Seit 2008 ist Dees Deputierter der Behörde für Wirtschaft und Arbeit bzw. der Behörde für Wirtschaft, Verkehr und Innovation und Mitglied im Personalausschuss.